# Јелена Дамњановић
Јелена Дамњановић (Шабац, 1985) мастер је графике и самостална уметница.

## Биографија

### Школовање
Јелена Дамњановић је рођена 1985. године у Шапцу. Завршила је основне студије на Факултету ликовних уметности у Београду 2011. године у класи редовног професора Жарка Смиљанића на графичком одсеку. Мастер студије наставља да похађа на Аристотеловом универзитету у Солуну, где одлази на привремени студијски боравак, а потом студије успешно завршава у Београду. Током студија њен рад је стипендиран од стране Фонда за младе таленте и Републичке фондације за развој научног и уметничког подмлатка у Београду.

### Професионални рад
Ангажована је у Центру за ликовно образовање Шуматовачка на месту водитељке уметничко-образовних програма Графика, Гравирање и Калиграфија од 2012. године.
Има статус самосталне слободне уметнице и чланица је УЛУС-а од 2012. године, као и чланица Удружења ликовних стваралаца Шапца од 2010. године.
Живи и ради у Београду.

### Уметнички рад
Њен уметнички рад се бави темама женског тела и њеног улепшавања. Женска одећа заузима посебно место у њеном уметничком раду управо због њене чврсте егзистенцијалне повезаности са телом која сем своје древне улоге покривања тела ради заштите од спољашњих фактора средине има и изразиту магијску функцију.
Њени радови ишчитавају се као женско писмо, упис текста у тело које позива на нове могућности ишчитавања и репрезентације женскости који теже успостављању блискости између ауторке и посматрача. (Из каталога Женско тело пише сликом, галерија Степениште Центра за ликовно образовање Шуматовачка, Београд, Д.Стојановић).
Њено поље истраживања окренуто је према улепшавању женског тела у савременом контексту живљења у коме се намећу увек изнова нови идеали лепоте притиснути силом потрошачког друштва. Техникама графике и цртежа, које претежно користи у свом раду, покушава да нагласи значај интимног кроз лупу модерног доба.

## Самосталне изложбе
- 2013. Женско тело пише сликом, Центар за ликовно образовање - Шуматовачка, Београд[2]
- 2013. Графике и цртежи, Галерија Савремене уметности Смедерево, Смедерево[3][4]
- 2012. Поетика конзумеризма, Културни центар Шабац, Шабац[5][6]
- 2004. Самостална изложба најбољем ученику генерације, Школа за уметничке занате Шабац, Шабац

## Одабране изложбе
- 2015. 18. Међународна изложба минијатуре, Запрешић, Хрватска
- 2014. Изложба уметничке колекције Work in progress, Центар за ликовно образовање Шуматовачка,Београд
- 2014. Изложба учесника 16. Мишарске колоније, Шабац, Србија
- 2014. Амбијентална инсталација Светлеће сенке у оквиру изложбе Мутех, Кућа краља Петра, Београд
- 2013. 57. Октобарски салон, Народни музеј Шабац, Србија
- 2013. Изложба Отворена галерија, KombinArt i Erste фондација, Србија
- 2013.  међународна изложба минијатура, Мајданпек, Србија
- 2013.  изложба малог формата, Културни центар Шабац, Шабац
- 2013. 11-то Међународни бијенале уметности минијатуре, Горњи Милановац
- 2012. Изложба Београдска мини арт сцена, галерија Сингидунум, Београд
- 2012. Прво међународни бијенале уметности минијатуре у Нишу, Галерија Павиљон Тврђаве, Ниш, Србија.
- 2012. Изложба Дијалог, Центар за графику и визуелна истраживања, Галерија Флу, Београд, Србија.
- 2012. Изложба српских графичара у Велсу, Mission Gallery, Велс, Велика Британија[7]
- 2012. 56. Октобарски ликовни салон, Народни музеј Шабац, Србија.
- 2012. Изложба српских графичара у Стокхолму, Галерија Fullersta Bio Konsthall, Шведска.
- 2012. Јесења изложба Улуса, Уметнички павиљон Цвијета Зузорић, Београд, Србија.
- 2012. 21. изложба Малог формата, Културни Центар Шабац, Шабац, Србија.
- 2012. Изложба фотографија Виртуелна прошлост Новог Бечеја, Нови Бечеј, Србија.
- 2012. Међународни бијенале уметности минијатуре у Културном Центру Горњи Милановац, Србија.
- 2011. Изложба минијатура у галерији Сингидунум, Београд, Србија.
- 2011. Изложба Мали печат, Графички колектив, Београд, Србија.
- 2011. Изложба Велики печат, Графички колектив, Мајска графика Београдског круга, Београд, Србија.
- 2011. Изложба графика на Првом међународном тријеналу графике, Уметнички павиљон Цвијета Зузорић, Београд, Србија.
- 2011. Изложба графика на Међународном фестивалу уметности минијатуре, Лијеж, Белгија.[8]
- 2011. Изложба графика на четвртом Еx-yу конкурсу за графику, Галерија СKЦ, Нови Београд.
- 2011. Годишња изложба Удружења ликовних стваралаца Шапца, Галерија Културног центра Шабац, Шабац, Србија.

## Ауторске радионице и летње школе
- 2015. Пројекат Ад хок сувенир, Калемегдан, ЈП Београдска тврђава, Београд
- 2015. Пројекат Радионица калиграфије Леп рукопис за лепши живот, Секретаријат за спорт и омладину, Центар за ликовно образовање Шуматовачка, Београд, Србија
- 2015. Пројекат Радионица графике Од отиска до штампе, Секретаријат за спорт и омладину, Центар за ликовно образовање Шуматовачка, Београд, Србија
- 2014. Пројекат Радионица Калиграфске поруке-минијатуре, иницијали и почетна украсна слова, Секретаријат за спорт и омладину, Центар за ликовно образовање Шуматовачка Београд, Србија
- 2014. Радионице Калиграфије,Дани Европске баштине,Београд.[9]
- 2013. Летња школа графике за децу, Канцеларија за младе града Шапца, Шабац, Србија
- 2013. Радионица Калиграфског осликавања тела, Културни центар Шабац, Шабац, Србија
- 2013. Радионица Калиграфско осликавање тела у оквиру Сенса фестивала, ТЦ Стадион Вождовац, Београд, Србија
- 2013. Радионица Калиграфско осликавање тела у оквиру Сенса фестивала, Чика Љубина, Београд, Србија
- 2013. Радионица графике у Кући легата, Ноћ музеја, Београд, Србија
- 2013. Радионица Калиграфско осликавање тела, Центар за ликовно образовање - Шуматовачка, Београд, Србија
- 2013. Радионица графике и Баушумови табани, Центар за ликовно образовање - Шуматовачка, Београд, Србија
- 2013. Радионица графике у ОШ „Драган Лукић“, Нови Београд, Србија
- 2012. Радионица графике у Ноћи отворених атељеа, Центар за ликовно образовање - Шуматовачка, Београд, Србија

## Летње школе и ликовне колоније
- 2014. Ликовна колонија на Мишару, Шабац, Србија
- 2013. Међународна ликовна колонија графике Смедерево, Србија
- 2012. Летња уметничка школа Универзитета Уметности у Београду, Фотографска радионица, Нови Бечеј, Србија.
- 2011. Летња уметничка школа Универзитета Уметности у Београду, Теоријска радионица, Ниш, Србија.
- 2011. Слама Ланд Арт Фестивал, вајарска колонија, Копачки рит, Осијек, Хрватска.
- 2009. Ликовна колонија Терра, Кикинда, Република Србија.
- 2009. Међународна ликовна колонија графике, Богданци, Македонија.

## Награде и похвале
- Награда за мали формат у Шапцу 2013. године,[10]
- Похвала жирија за графику минијатуру на IV Међународној изложби „Уметност у минијатури МајданАрт 2013“ у Мајданпеку,
- Награда за мали формат графике 2011. године[11]
- Награда за цртеж за вечерњи акт 2008. године.